# Star Wars III. rész – A Sith-ek bosszúja
A Star Wars III. rész – A Sith-ek bosszúja (eredeti cím: Star Wars Episode III: Revenge of the Sith)  2005-ben bemutatott amerikai sci-fi, amelyet George Lucas írt és rendezett. Ez a hatodik film a Csillagok háborúja sorozatból, amely a cselekmény alapján sorrendben a harmadik.
A mozik 2005. május 19-én mutatták be.
Pozitív visszajelzéseket kapott a kritikusoktól a két előző filmmel szemben. Már az első hét alatt számos rekordot döntött meg. Ez az epizód a Csillagok háborúja sorozat második legnagyobb bevételt elért része; az Egyesült Államokban 2005-ben ez a film állt a bevételi listák élén, a világon csak a Harry Potter és a Tűz Serlege előzte meg.

## Rövid történet
A Klónháborúk után a jedi lovagok galaxis-szerte harcolnak a Galaktikus Köztársaság klónhadseregének élén a Független Rendszerek Konföderációjának droidhadserege ellen. Palpatine kancellár elrablása után Obi-Wan Kenobi jedi mestert a galaktikus fővárosba rendelik vissza, hogy kiszabadítsa a kancellárt, és legyőzze a gonosz Grievous tábornokot. A Jedi Rendet nyugtalanítja Anakin Skywalker jedi lovag egyre szorosabb kapcsolata Palpatine-nal, amely magára a jedikre is kezd veszélyessé válni. Mikor Darth Sidious, a kegyetlen sith nagyúr felfedi kilétét és terveit a galaxis uralására, Anakin, a jedi rend és az egész galaxis sorsa kockán forog.

## Cselekmény
Három évvel A klónok támadása eseményei után ( a Star Wars kronológiája szerint 19 YE-ben) a polgárháború még mindig folyik a Galaktikus Köztársaság és szakadár Független Rendszerek Konföderáció között. Miután a szeparatisták egyik vezéralakja, Dooku gróf és egyik rettegett hadura, Grievous tábornok váratlanul betörnek Coruscantra és elrabolják Palpatine főkancellárt, a bolygó felett hatalmas űrcsata veszi kezdetét.
Az ütközetet a tábornoki rangot viselő Obi-Wan Kenobi és Anakin Skywalker vezeti, akiknek feladata, hogy kiszabadítsák a főkancellárt. Vadászgépeikkel sikerül behatolniuk Grievous parancsnoki hajójára, ahol sikeresen eljutnak a fogva tartott főkancellárhoz. Dooku gróf megjelenik a helységben és párbajra hívja a jediket, amelynek során harcképtelenné teszi Kenobit, Anakin azonban felülkerekedik rajta: a gróf mindkét karját lemetszi, majd (noha ez ellenkezik a jedi tanokkal) Palpatine buzdítására lefejezi fegyvertelen ellenfelét. Mikor kifejezi bűntudatát, a kancellár meggyőzi arról, hogy a bosszúja jogos és érthető volt, pont, mint a buckalakók esetében, akik korábban elrabolták és meggyilkolták az édesanyját (az előző film eseményei során).
Nem sokkal ezután Grievous tábornok mindhármukat foglyul ejti, ám R2-D2 közbenjárásának köszönhetően a jedik ismét felülkerekednek. Grievous egy mentőkabinnal hagyja el a a köztársasági flotta által lassan ronccsá lőtt és lassan darabokra hulló cirkálót, amivel azonban Anakin sikeres kényszerleszállást hajt végre a Coruscant felszínén.
A sikeres mentőakció után Anakin találkozik feleségével, Padmé Amidalával, aki tudatja vele, hogy gyermeket vár. Örömük azonban nem tart sokáig: Anakin éjszaka rémálmot lát, amelyben Padmé haldoklik. Mivel az álom kísértetiesen hasonlít a látomásra, amely édesanyja halálát is megjövendölte, Anakint nem hagyja nyugodni a dolog, és meggyőződése, hogy felesége bele fog halni a szülésbe. Tanácsot kér Yoda mestertől, aki rámutat az élet mulandóságára: a halál az élet természetes része, a holtak eggyé válnak a mindent átjáró és éltető Erővel. A halandó valójukhoz való ragaszkodás és gyász nem sokban különbözik a kapzsiságtól. A mester azt tanácsolja Anakinnak, igyekezzen önként megválni azoktól, amiket fájna elveszítenie.
Nem sokkal ezután Obi-Wan elmondja Anakinnak, hogy Palpatine főkancellárnak még több különleges jogosítványt terveznek megszavazni, továbbá, hogy a kancellár személyesen kíván beszélni vele. Palpatine fogadja Anakint, és megosztja vele aggodalmait, miszerint a Jedi Tanács egyre több hatalmat kíván magának. Arra kéri a fiatalembert, hogy jelentsen neki a jedik tevékenységéről, valamint, hogy képviselje őt a Tanácsban.
A tagok elfogadják Anakint mint a Tanács tagját, ám nem adják meg neki a mesteri címet, amit utóbbi felháborodással fogad. A Tanács továbbá megvitatja a háború menetét, és megegyeznek, hogy Yoda mester egy zászlóaljnyi klónkatonát visz a wookie-k lakta Kahsyyyk bolygóra, hogy megállítsák a szakadárok ottani terjeszkedését.
A tanácskozás után Obi-Wan közli Anakinnal a Tanács kérését, miszerint azért hagyták jóva a kinevezését, hogy Skywalker így beszámolhasson nekik a kancellár lépéseiről, mivel érzik, hogy annak egyre erősödő hatalma fenyegeti a Köztársaságot. Anakin vonakodva fogadja el a megbízást, tekintve, hogy közeli barátjának és mentorának tartja Palpatine-t.
Yoda és Mace Windu mester aggodalmukat fejezik ki Anakinnal kapcsolatban, mivel túl sok harag és büszkeség van benne. Anakin ismét a felesége halálát jósló az álmot látja. Megosztja Padméval a Jedi Tanács iránti bizalmatlanságát, és a Köztársaság értékeinek pusztulását. Padmé azonban felveti: talán a rossz oldalon állnak, az ellenség pedig épp a Köztársaság lett.
Később Palpatine a coruscanti operaházba kéreti Anakint, és megosztja vele a hírt, miszerint a klónhadsereg hírszerzői Grievous tábornok nyomára bukkantak a peremvidéki Utapau rendszerben. Ezt követően tovább rombolja Anakin jedikbe vetett bizalmát: arra gyanakszik, hogy a Jedi Tanács összeesküvést sző ellene. Mikor előbbi bevallja, hogy a Tanács megkérte, hogy kémkedjen a kancellár után, Palpatine felveti, hogy a jedik nem sokban különböznek az általuk gonosznak nevezett sithektől, és ugyanolyan hataloméhesek és önzők, mint bárki más.
Ezt követően megosztja vele Darth Plagueis történetét, aki – a legenda szerint – olyan bölcs és erős volt, hogy képes volt rávenni a midikloriánokat, hogy az akarata szerint teremtsenek életet, valamint, hogy képes volt megóvni szeretteit a haláltól. Utóbbi megragadja Padmé elvesztéséstől rettegő Anakin figyelmét, Palpatine azonban közli: a jedik nem taníthatják meg erre a praktikára.
Miközben a droidtámadás megindul a wookie-k ellen, a Jedi Tanács megállapodik abban, hogy a kancellár által javasolt Anakin helyett a tapasztaltabb Obi-Wan vezesse a Grievous tábornok elleni hadjáratot. Kenobi és egykori tanítványa elbúcsúznak, majd előbbi az Utapaura utazik, ahol a lakosok kormányzója, Tion Medonnal megerősíti, hogy Grievous ott van, és fogva tartja őket.
Obi-Wan megközelíti Grievous-t és testőrségét, majd miután az párbajra hívja, megküzd a tábornokkal. Az inkább gép, mint hús-vér lény Grievous egyszerre négy, meggyilkolt jediktől zsákmányolt fénykarddal támad rá, Obi-Wan azonban legyőzi őt, és a támadást megindító klónkatonák és a rohamdroidok összecsapása közepette üldözőbe veszi.
Cody, a klónkatonák parancsnoka megviszi a hírt a Jedi Tanácsnak, miszerint a hadművelet elkezdődött. Mace Windu megkéri Anakint, hogy közölje ezt a kancellárral is, majd társaival megvitatja, hogy amennyiben Palpatine nem mond le az immár indokolatlanná váló teljhatalmáról, nekik kell lemondatniuk, hogy megvédjék a demokráciát, és amíg találnak egy megfelelő vezetőt a korrupt és kapzsi szenátorok közt, nekik kell a Köztársaság élére állniuk.
Az Utapaun Obi-Wan kemény hajsza után beéri a tábornokot, és végleg leszámol vele: annak saját sugárvetőjét magához szólítva több lövést ad le az előzőleg szétfeszített páncélzat résébe, ezzel elpusztítva Grievous megmaradt lényét.
Eközben Anakin Windu utasítása szerint közli a hírt Palpatine-nal, aki úgy gondolja, a Tanács azért nem engedte Anakint a hadművelet élére állni, és azért tagadták meg tőle a mesteri rangot, mert félik az erejét. Anakin szintén úgy sejti, hogy a jedik nem mondanak el neki mindent az Erőről, amiben Palpatine megerősíti: elmondása szerint az Erőt csak úgy lehet igazán megismerni, ha a Sötét Oldalát is tanulmányozzák, nem csak a jedik "dogmatikus" és "hazug" módszerei szerint (Palpatine mindezzel, valamint az operaházban lefolytatott beszélgetéssel nemcsak a főhőst, hanem Star Wars-rajongók egy részét is sikeresen manipulálta).
Anakin ráeszmél, hogy a jedik által keresett sith nagyúr, Darth Sidious valójában Palpatine főkancellár. Mivel a sith sikeresen összezavarta, és a Padmé megmentéséhez, és a halál legyőzéséhez szükséges hatalommal csábítja, Skywalker nem tudja, mit tegyen. Végül elhatározásra jut, és jelenti a felfedezését a Grievous halálhírén épp, hogy fellélegző Mace Windunak, aki maga mellé veszi a Jedi Rend legjobb kardforgatóit, és elindul, hogy letartóztassa Palpatine-t.
Darth Sidious azonban maga is fénykardot ránt, és rájuk ront: rövidesen csak Windu mester marad talpon ellene. Időközben Anakin képtelen megbirkózni a gondolattal, hogy elveszítheti Padmét, aki a Jedi Templomtól távol eső lakosztályában megérzi a fájdalmát. A férfi a főkancellár hivatalába rohan.
Windu végül sikeresen térdre kényszeríti a sithet, aki  villámokkal támad ellenfelére, ám azok visszacsapódnak Windu pengéjéről és összeégetik az arcát. Anakin pont abban a pillanatban érkezik meg, mikor a jedi mester sarokba szorítja Palpatine-t. Megpróbálja meggyőzni Windut, hogy kímélje meg a sithet, aki az áldozat szerepében tünteti fel magát. Mikor a mester úgy dönt, túl veszélyes volna életben hagyni Palpatine-t, annak tervének megfelelően Anakin elhatározásra jut: aktiválja saját fénykardját és lecsapja a jedi kezét, akit így a sith sikeresen eláraszt a villámaival, és kitaszítja a helység ablakán, a mélybe.
Anakin felajánlja hűségét Palpatine-nak, amennyiben az megosztja vele a Padmé megmentéséhez szükséges titkokat. A sith parancsát követve a Jedi Templomba vezeti a klónhadsereg coruscanti katonáit, akik lemészárolják a jedi lovagokat. Anakin – a Sidioustól kapott új nevén immár Darth Vader – az ifjoncokat sem kíméli meg. Ezzel egyidejűleg Palpatine kiadja a 66-os parancsot, amelyet követve a klónhadsereg katonái galaxisszerte a jedi lovagok ellen fordulnak. Ezt követően csapdát állítanak: a Templomba hívják a túlélő jediket. Ezután a Sidious a vulkanikus Mustafar bolygóra küldi Anakint, azzal a paranccsal, hogy végezzen a szeparatisták ott rejtőzködő vezetőivel.
Yoda és Obi-Wan azonban életben maradnak: előbbi megérzi a veszélyt, utóbbi sikeresen túléli a rásütött ágyútüzet. Bail Organa, az Alderaan szenátora mindkettejüket a hajójára fogadja, majd a két jedi a Templomba megy, hogy felszámolja a társaiknak állított csapdát. Eközben Palpatine kinyilatkoztatja az első Galaktikus Birodalom megszületését, amit a szenátorok üdvrivalgása kísér: csak Padmé ismeri fel a demokrácia és szabadság pusztulását és a zsarnok felemelkedését.
Miután Obi-Wan és Yoda tanúi lesznek Anakin, a Templom biztonsági felvételei által rögzített mészárlásának, rájönnek, hogy Skywalker átállt a az Erő Sötét oldalára. Kenobi felkeresi Padmét, és tudatja vele a történteket, valamint igazolást nyer a gyanúja, miszerint a nő Anakin gyermekét várja. A feldúlt Padmé követi Anakint a Mustafarra, ahol a férfi lemészárolta a szakadárokat. Obi-Wan a csillaghajóján elrejtőzve vele tart.
A bolygóra érkezve Padmé kérdőre vonja Anakint, aki igazolja a félelmét: Anakinnak meggyőződése, hogy csak a Palpatine jóvoltából megszerzett ereje képes megmenteni feleségét a biztosnak vélt haláltól, valamint kifejti szándékát, miszerint a kancellár legyőzése után ők ketten állnak a galaxis élére, mint uralkodók, jobbat építve a régi helyén. Padmé megpróbálja megállítani és megmenteni Anakint, ám a megjelenő Obi-Wan látványára a férfi benne is ellenséget lát: az Erővel torkon ragadja a szerelmét bizonygató Padmét, aki hamarosan eszméletlenül roskad össze.
Obi-Wan szembesíti Anakint tetteivel, aki továbbra is biztos abban, hogy békét és biztonságot hozott a birodalmába. Kenobinak nem marad más választása, mint megküzdeni  vele: hosszas küzdelem kezdődik a lávamezők felett. Ennek végkimeneteleként Obi-Wan előnyt szerez egy magaslati ponton, az elvakult Anakin pedig utóbbi figyelmeztetése ellenére ráront. Obi-Wan lemetszi egykori tanítványának ép karját és lábait, Skywalker így megcsonkítva zuhan a lávatenger partjára, borzalmas égési sérüléseket szenvedve. Obi-Wan magához veszi Anakin fénykardját, és a férfi felől kérdező, legyengült Padméval, C3PO-val és R2-D2-val a fedélzeten elhagyja a bolygót.
Ezzel párhuzamosan Yoda mester megvív Darth Sidioussal, akit azonban nem tud legyőzni, Organa szenátor segítségével menekülni kényszerül az utána kutató klónok elől.
Obi-Wan egy Polis Massán álló ispotályba siet az ellátásra szoruló Padméval, az orvosdroidok azonban tudatják vele, hogy – számukra megfejthetetlen okokból – a nő haldoklik. A magzatokat azonban képesek megmenteni: miközben az emberi ronccsá vált Anakint sötét páncélba zárják, és Darth Vaderként emelkedik fel ismét, Padmé ikergyermekeknek ad életet, majd meghal: utolsó szavaival elmondja Obi-Wannak, hogy Anakinban még van jóság.
Darth Vader első szavaival Padmé felől kérdez: Palpatine azonban közli vele, hogy haragjában elpusztította a nőt, ami keserű gyászba taszítja Vadert.
A Naboo bolygón a nép eltemeti egykori királynőjét és szenátorát, Coruscant felett pedig kezdetét veszik a galaxist rettegésben tartó űrállomás, a Halálcsillag építési munkálatai, amit Sidious és Vader egymás mellett állva felügyel. Míg Leia az alderaani uralkodói családban, a Luke a Tatuinon gyámjai karjaiban és Obi-Wan vigyázó tekintete alatt lel otthonra, miközben a Tatuin ikernapjai lassan lenyugszanak a dombok mögé...

## Szereplők
| Szereplő                        | Színész                   | Magyar hang          | Leirás |
| ------------------------------- | ------------------------- | -------------------- | --- |
| Obi-Wan Kenobi                  | Ewan McGregor             | Anger Zsolt          | Jedi mester, a Galaktikus Köztársaság tábornoka, valamint Anakin legjobb barátja és mentora. |
| Padmé Amidala                   | Natalie Portman           | Zsigmond Tamara      | A Naboo bolygó szenátora, aki titokban Anakin felesége, és terhes gyermekeikkel. |
| Anakin Skywalker / Darth Vader  | Hayden Christensen        | Moser Károly         | Jedi lovag, a klónok háborújának hőse és Obi-Wan egykori padawanja, valamint titokban Padmé férje, aki az Erő sötét oldalára fordul és sith nagyúrá válik. |
| Anakin Skywalker / Darth Vader  | James Earl Jones (hangja) | Kránitz Lajos        | Jedi lovag, a klónok háborújának hőse és Obi-Wan egykori padawanja, valamint titokban Padmé férje, aki az Erő sötét oldalára fordul és sith nagyúrá válik. |
| Sheev Palpatine / Darth Sidious | Ian McDiarmid             | Gruber Hugó          | A Galaktikus Köztársaság Főkancellárja, és titokban egy sith nagyúr, majd később a Galaktikus Birodalom császára lesz. Kihasználja Anakin jedik iránti bizalmatlanságát és Padmé halálától való félelmét, hogy a sötét oldal felé fordítsa őt, és Vader mesterévé váljon. |
| Mace Windu                      | Samuel L. Jackson         | Kőszegi Ákos         | A Jedi nagytanács erősebb tagja. |
| Bail Organa                     | Jimmy Smits               | Sörös Sándor         | Az Alderaan bolygó szenátora. |
| Dooku gróf / Darth Tyranus      | Christopher Lee           | Szilágyi Tibor       | Sidious sith tanítványa és a Szeparatisták vezetője. |
| C-3PO                           | Anthony Daniels           | Józsa Imre           | Anakin és Padmé személyes protokolldroidjuk, amit Anakin gyerekkorában alkotott meg. |
| R2-D2                           | Kenny Baker               | Eredeti hang         | Anakin asztromech droidja. |
| Yoda                            | Frank Oz (hangja)         | Versényi László      | Egy ismeretlen fájba tartozó Jedi mester és a Jedi nagytanács vezetője. |
| Csubakka                        | Peter Mayhew              | Eredeti hang         | Egy Vuki harcos, aki segített Yodának megmenteni a Kashyyk-ot a droidoktól. A Későbbiekbe Han Solo legjobb barátja lesz. |
| Tarfful                         | Michael Kingma            | Eredeti hang         | Egy Vuki harcos, a Kashyyk bolygón. |
| Sio Bibble                      | Oliver Ford Davies        | Szélyes Imre         | A Naboo bolygó kormányzója. |
| Jar Jar Binks                   | Ahmed Best                | Bicskey Lukács       | Egy ügyetlen gungan és a Galaktikus Köztarsaság szenátora. |
| Nute Gunray                     | Silas Carson              | Horányi László       | A Kereskedelmi szövetség helytartója. |
| Ki-Adi-Mundi                    | Silas Carson              | Dobránszky Zoltán    | Egy Cerean fajú Jedi mester, a Jedi Nagytanácsba. |
| Grievous tábornok               | Matthew Wood (hangja)     | Holl Nándor          | Egy Kaleeshi fájba tartozó kiborg, a Szeparatisták droidhadseregének félelmetes parancsnoka, akit Dooku gróf tanította meg őt fénykardot forgatni. |
| Cody parancsnok                 | Temuera Morrison          | Berzsenyi Zoltán     | Obi-Wan klón osztagának a parancsnoka. |
| Klónkatonák                     | Bodie Taylor              | Berzsenyi Zoltán     | Jango Fett DNS-e alapján készült klón katonái a Köztársaságnak, később pedig a Birodalomnak. |
| Gregar Typho                    | Jay Laga'aia              | Szabó Sipos Barnabás | Padmé biztonsági kapitánya és Panaka unokaöccse. |
| Tion Medon                      | Bruce Spence              | Kristóf Tibor        | Az Utapau bolygó helyi adminisztrátora. |
| Mas Amedda                      | David Bowers              | Konrád Antal         | Palpatine jobb keze. |
| Mon Mothma                      | Genevieve O’Reilly        | Nem beszél           | A Galaktikus Köztarsaság szenátora. |
| Wilhuff Tarkin                  | Wayne Pygram              | Nem beszél           | Korábban kapitány a Galaktikus Köztársaságban, most pedig a Galaktikus Birodalom admirálisa, később pedig nagy moffja. |
| Breha Organa                    | Rebecca Jackson Mendoza   | Nem beszél           | Bail felesége és az Aldreraan bolygó királynője. |
| Owen Lars                       | Joel Edgerton             | Nem beszél           | Anakin mostohatestvére, a Tatuin bolygón. |
| Beru Whitesun-Lars              | Bonnie Piesse             | Nem beszél           | Owen felesége. |
| Luke Skywalker                  | Aidan Barton              | Nem beszél           | Anakin és Padmé ikergyermekei. |
| Leia Organa                     | Aidan Barton              | Nem beszél           | Anakin és Padmé ikergyermekei. |

## Díjak és jelölések
- 2006 – MTV Movie Awards – a legjobb gonosztevő – Hayden Christensen
- 2006 – Arany Málna díj – a legrosszabb férfi epizódszereplő – Hayden Christensen
- 2006 – Oscar-díj jelölés – a legjobb maszk – Dave Elsey, Nikki Gooley

## Televíziós megjelenések
- RTL Klub, Film+, AXN, AXN Black, Viasat 3, Viasat 6, Paramount Channel, Sony Movie Channel

## Lásd még
A Csillagok háborúja dátumai